# Tergnier
Tergnier is een gemeente in het Franse departement Aisne (regio Hauts-de-France). De gemeente telde 13.261 inwoners op 1 januari 2022. De plaats maakt deel uit van het arrondissement Laon.

## Geschiedenis
Tergnier werd pas voor het eerst vermeld in de 17e eeuw. Het was een gehucht dat afhing van de parochie in Vouël. In 1793 werd Tergnier een gemeente maar het zou nog dertig jaar duren eer het kadaster de gemeentegrenzen vastlegde en de gemeente administratief onafhankelijk werd. In 1843 werd het Canal Crozat geopend, waarvan de bouw al begonnen was in 1730. In 1848 werd een eerste kapel in de rue de Châteaudun ingewijd. In 1852 werd een concessie verleend aan de Compagnie du Nord om een station te bouwen in Tergnier. Er kwam een grote bouwwerf want in 1859 werd beslist hier een spoorwegknooppunt te bouwen met lijnen naar Reims en Amiens. De spoorlijn naar Amiens werd ingehuldigd in 1867. Met het kanaal en de spoorweg vestigde zich industrie in de gemeente. De bevolking groeide snel en in 1911 werd een eerste kerk met voorlopig een houten klokkentoren gebouwd. Deze kerk werd verwoest tijdens de Eerste Wereldoorlog. De wederopbouw tijdens het interbellum gebeurde voor een deel in de art deco-stijl.

## Geografie
De oppervlakte van Tergnier bedroeg op 1 januari 2022 17,95 vierkante kilometer; de bevolkingsdichtheid was toen 738,8 inwoners per km². De gemeente ligt in de vallei van de Oise. Het Canal de Saint-Quentin en het Canal de la Sambre à l'Oise liggen in de gemeente.
De onderstaande kaart toont de ligging van Tergnier met de belangrijkste infrastructuur en aangrenzende gemeenten.

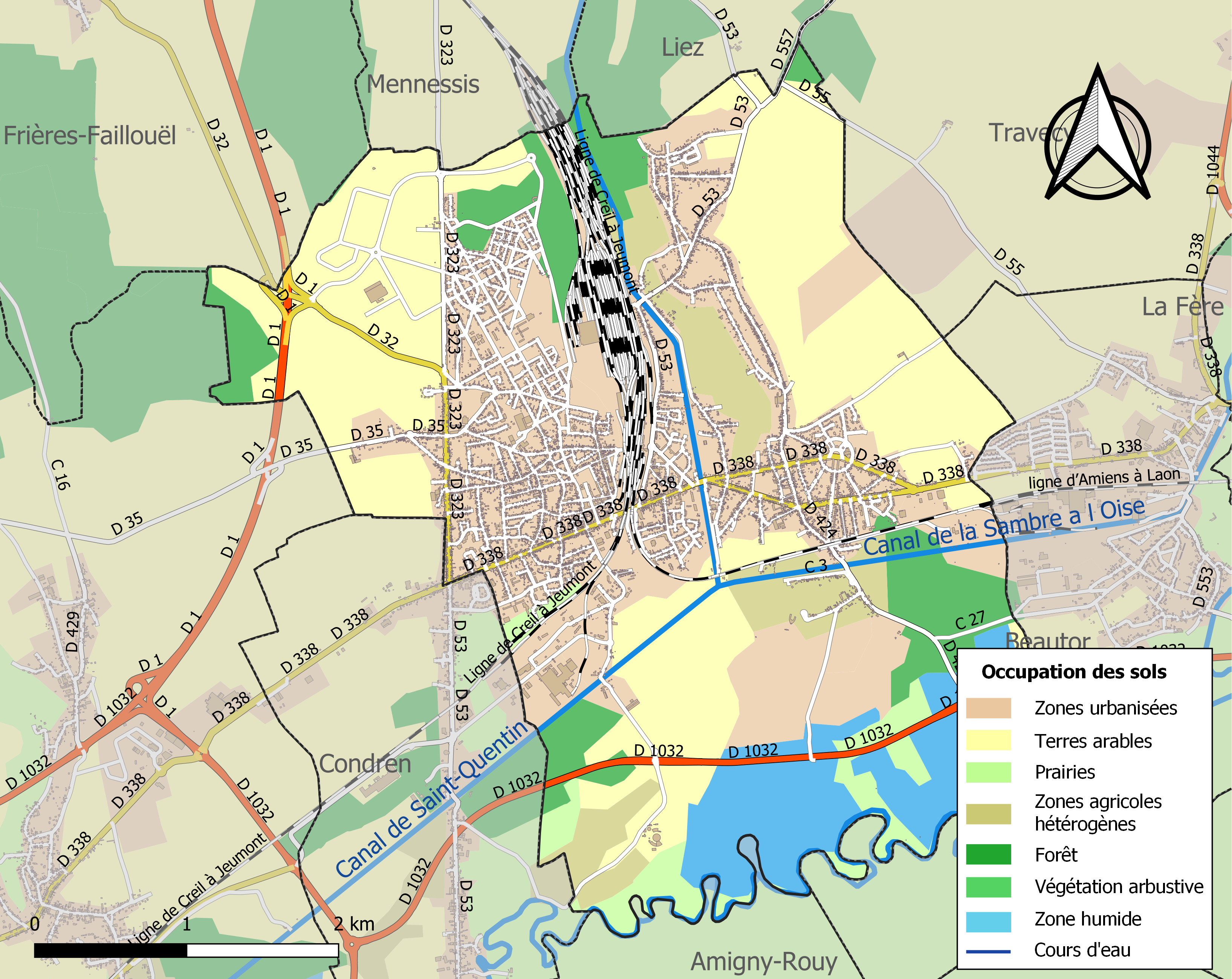

## Verkeer en vervoer
In de gemeente ligt spoorwegstation Tergnier.

## Demografie
Onderstaande figuur toont het verloop van het inwonertal (bron: INSEE-tellingen).
Vanwege een beveiligingsprobleem met de MediaWiki Graph-software is het momenteel niet mogelijk deze grafiek weer te geven. Zodra de software is bijgewerkt zal de grafiek vanzelf weer zichtbaar worden.

## Bezienswaardigheden
- Place Carnégie, art deco-gebouwen uit het interbellum, beschermd als historisch monument
- Musée de la Résistance et de la Déportation de Picardie